# الولاية الشمالية
الولاية الشمالية هي ولاية سودانية تقع في شمال البلاد. كانت تعرف سابقا باسم المديرية الشمالية أو محافظة الشمالية حتى سميت الولاية الشمالية عام 1994م بموجب قرار من رئيس الجمهورية.

## الموقع

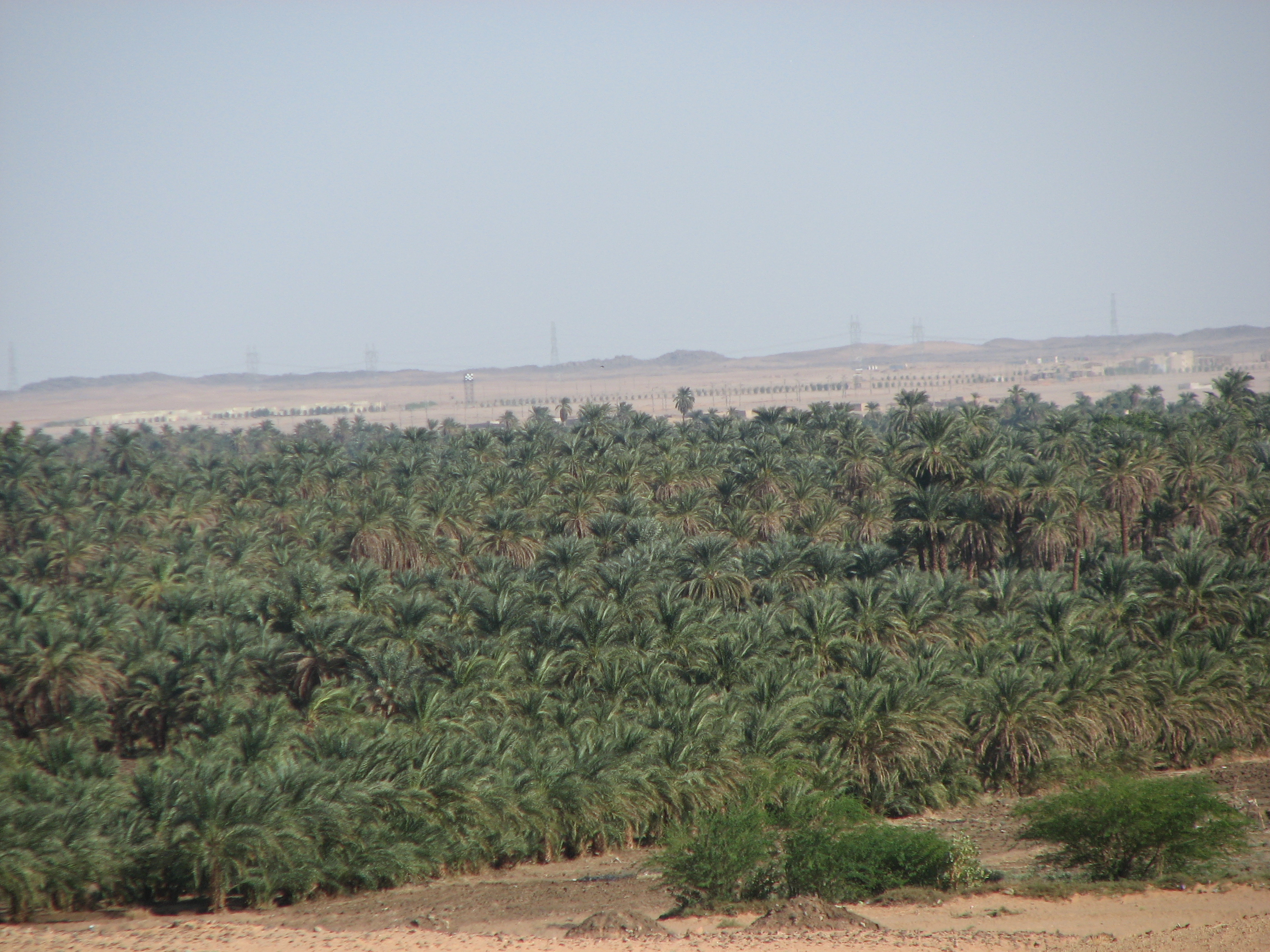
مزارع النخيل في الشمالية

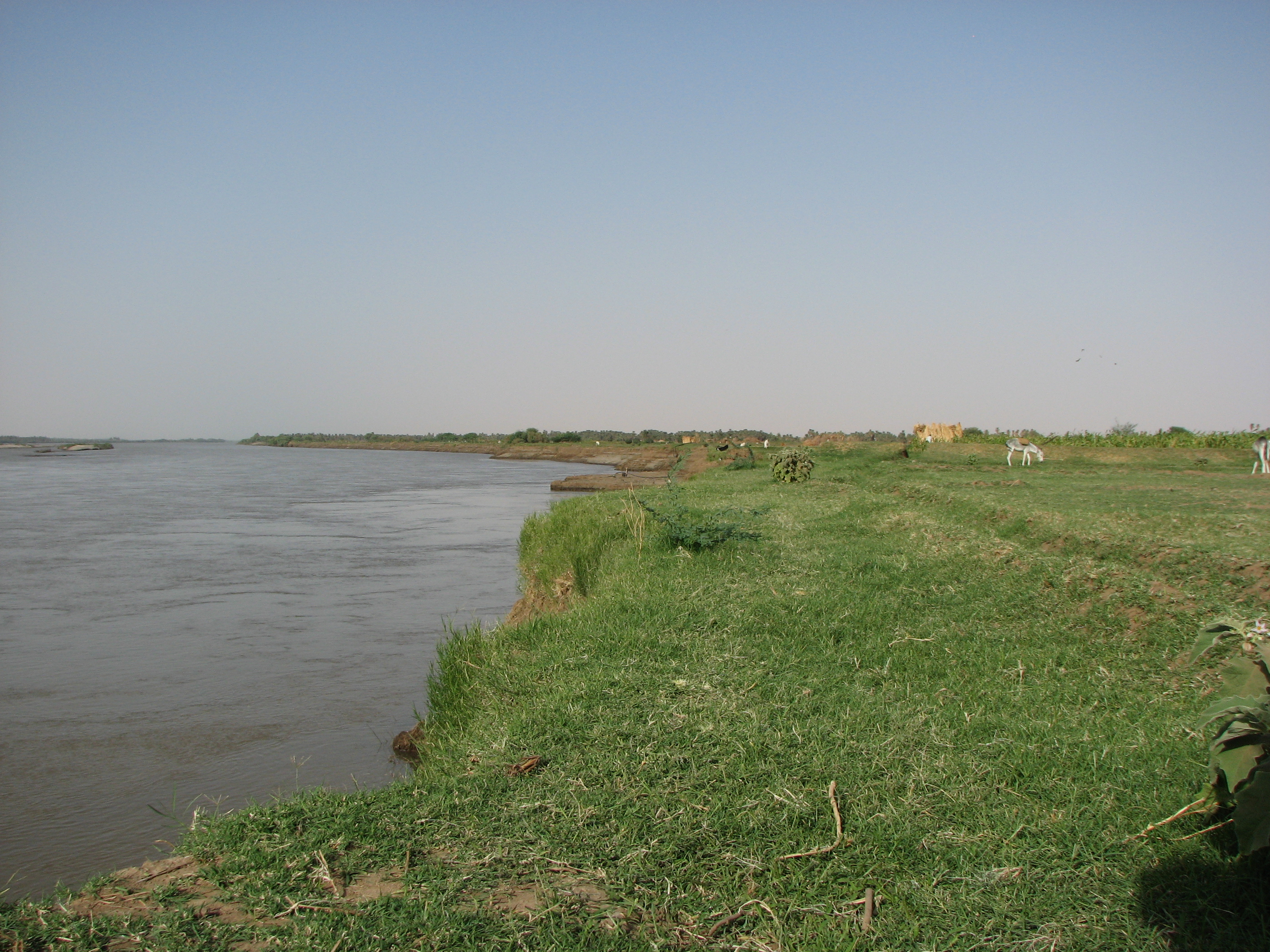
جزيرة نيلية شمال الغُريبة

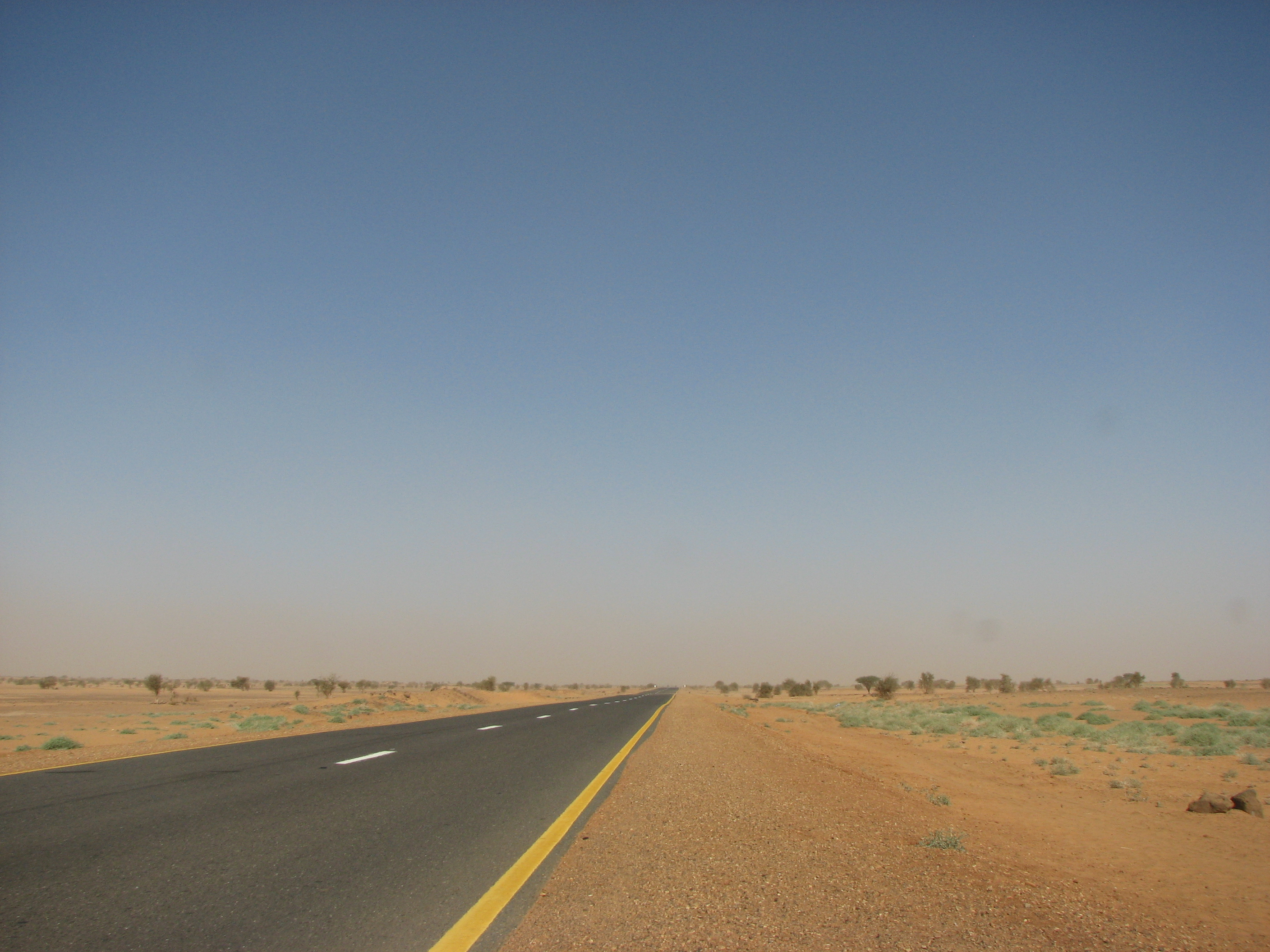
طريق شريان الشمال

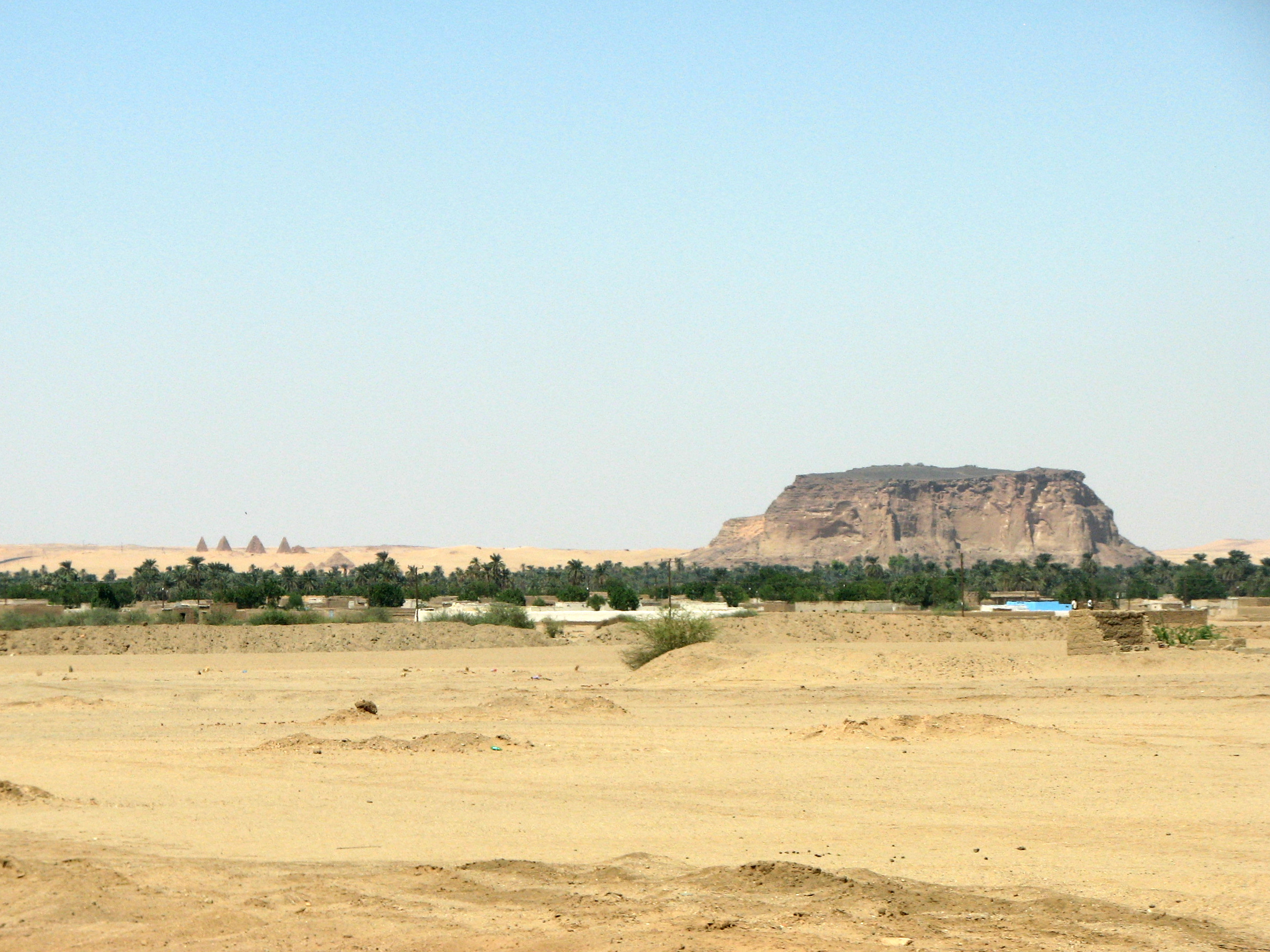
جبل البركل

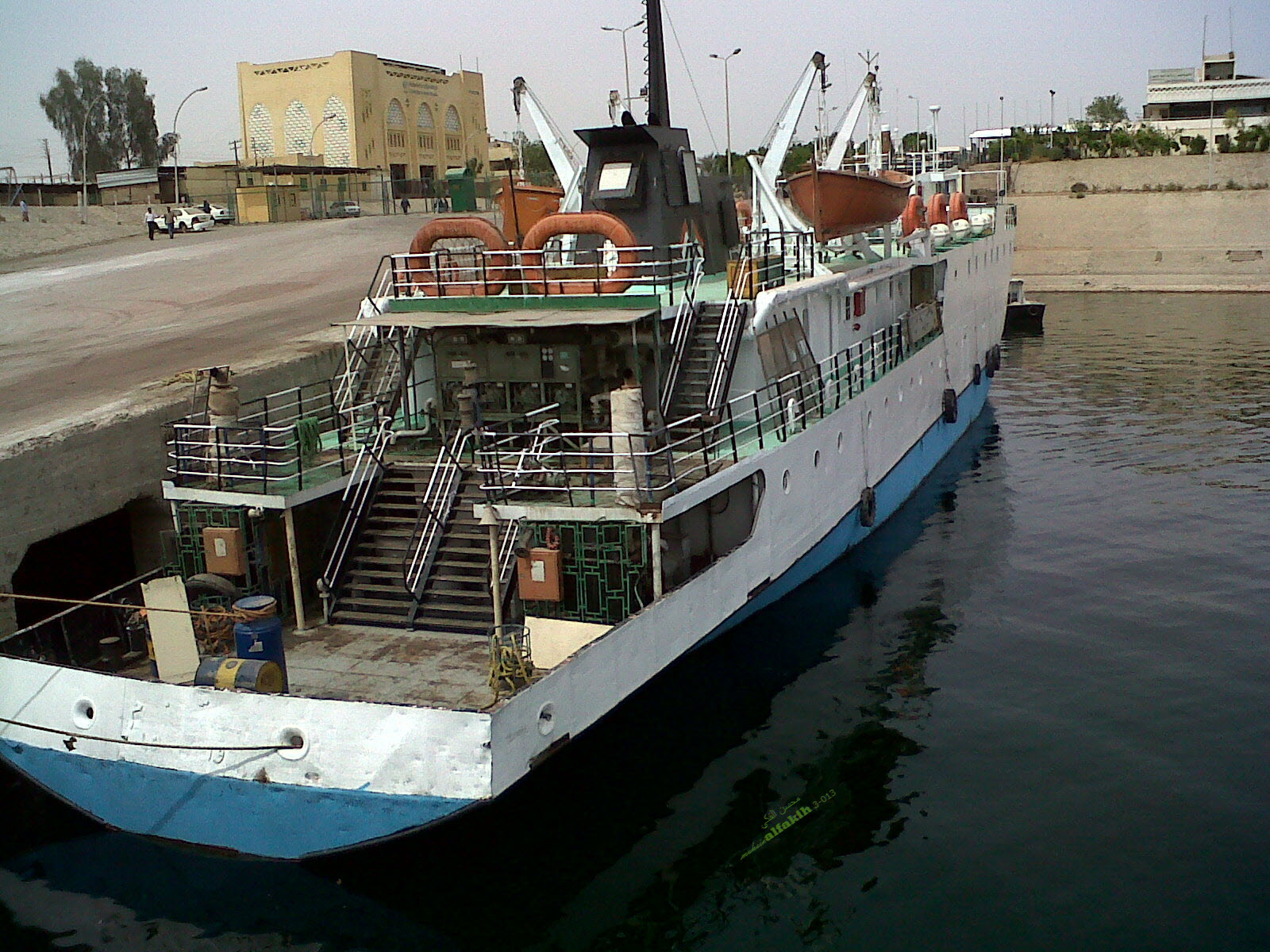
النقل النهري بين الولاية ومحافظة أسوان

تقع على خطيّ طول (10-32-50-25) شرقاً وخطيّ عرض 32-61 شمالاً تحدها من الشمال جمهورية مصر العربية وإلى عمق الصحراء عن الحدود الليبية ومن الشرق ولاية نهر النيل ومن الجنوب ولايتي الخرطوم وشمال كردفان ومن الجنوب الغربي ولاية شمال دارفور.
يجري فيها النيل من الجنوب إلى الشمال بطول 650 كلم، تبلغ مساحتها حوالي 348.76 كم مربع، تعتبر الولاية الأولى من حيث المساحة.

## حاضرة الولاية
هي مدينة دنقلا وهي حاضرة وعاصمة منذ تأسيسها وحتى تاريخ اليوم، حيث أسسها المماليك الفارّين من مصر هرباً من بطش محمد علي باشا بعد مذبحة القلعة الشهيرة، وسموها دنقلا الأوردي، تمييزاً لها عن دنقلا العجوز والتي كانت حاضرة للممالك النوبية المسيحية، ودنقلا العجوز حاليّاً هي قرية صغيرة على ضفاف النيل وقد تم تغيير اسمها من دنقلا العجوز إلى الغدار وتوجد بها آثار تاريخية قديمة، أمّا حاضرة الولاية دنقلا فتكتب هكذا - دنقلا الأردي - كما في الأوراق الرسمية منذ زمن الحكم التركي المصري كما موجود في محكمة دنقلا الكبيرة، واستمرت عاصمة وحاضرة للولاية حيث كان يسكنها المفتش الإنجليزي في عهد الإستعمار، وكان سكنه في السراي الحالية بمدينة دنقلا - تم تحويلها إلى مدرسة ثانوية للبنات - ومكتبه في مبنى الولاية الحالي على ضفاف النيل، وما زالت في المدينة مقابرهم في مكان مخصوص إلى اليوم جوار مجمع المحاكم بالقرب من مقابر المسلمين (مقابر حاج منصور) بدنقلا العرضي، والأردي كلمة ليست عربية وليست نوبية ومعناها المعسكر أو الحامية، وهي مشتقة من كلمة (Ordu) التركية ومعناها معسكر الجيش.

## السكان
يتكون السكان من عناصر مختلفة (شايقية – بديرية – محس – دناقلة – حلفاويين – قراريش كبابيش—هواوير– سكوت) أما سكان مدينة دنقلا العرضي الأصليين فيسمون بالفلاليح، وينقسمون إلى عوائل مترابطة ومتصاهرة مثل السناهير، الغندقلية، آل عبد ربه، السيسية، المناصير، الحميدية، الجاويشية، البصيلية، الباشكاتبية، الأفندية، النزهية، الكلاليق، العلاليم، العميرية، المقالدة، والخولية وغيرهم، وهم يتواجدون في مدينة دنقلا العرضي وبعضهم في مدينة أرقو، وبعضهم عرب مهاجرون من مصر وآخرون من الجزيرة العربية وينتمي أغلبهم إلى قبيلة الجعافرة المعروفة، وكثير منهم تنحدر أصولهم من صعيد مصر، ولا يتحدثون غير اللغة العربية، بينما يسكن الدناقلة الحدود المتاخمة لمدينة دنقلا العرضي من الشمال والجنوب، ثم البديرية من الغابة إلى كورتي في الضفة الغربية ومن الكرفاب إلى قرية حمور في الضفة الشرقية للنيل، والكبابيش والقراريش الذين ينتشرون في عدة مناطق من الولاية في دنقلا والدبة وحلفا منطقة أرض الحجر وغيرها من المناطق ومن ثم منطقة الشايقية، كما يسكن في الولاية قبائل عربية أخرى مثل الحوازمة والفارسية - وغيرهم - وهي قبائل عربية ما زالت تحتفظ بسحنتها ولسانها العربي وبعاداتها وتقاليدها العربية ولم تختلط بالقبائل النوبية الموجودة، كما يوجد في الولاية عدد من الأسر المسيحية الشهيرة والذين ينتمون إلى الطائفة القبطية خاصة في مدينة دنقلا العرضي وفي القولد، ويسكن في منطقة البان جديد شمال مدينة دنقلا العرضي قبائل وأسر عريقة ترجع أصولهم إلى قبائل جنوب السودان وقد استوطنوا المدينة منذ القدم ولا يمكن تحديد وقت هجرتهم للولاية حيث تم ذلك منذ زمن بعيد، وحالياً لا تربطهم صلات أو علاقات بمنطقة جنوب السودان وتزاوجوا واختلطوا مع السكان بالمنطقة وأصبحوا من نسيج المنطقة الاجتماعي الهام، وبذا تعتبر الولاية الشمالية نموذج للتعايش السلمي بين مكونات المجتمع السوداني المختلفة من عرب وأقباط ونوبة وفلاليح ونيليون، ويظهر هذا جلياً في حاضرة الولاية مدينة دنقلا العرضي حالياً بعد أن توسعت المدينة وانتقلت إليها الأسر من جميع مكونات الولاية الإثنية من شايقية ومحس ودناقلة وسكوت وحلفاوية وعرب ومهاجرين من غرب السودان منطقة جبال النوبة بحثاً عن التعليم وفرص العمل.

## التقسيم الإداري
تنقسم الولاية إلى المحليات التالية:
1. محليّة القولد.
2. محليّة البرقيق.
3. محليّة دنقلا.
4. محليّة حلفا.
5. محليّة دلقو
6. محليّة مروي.
7. محليّة الدبة.

## الجهاز القضائي
تم إنشاء الجهاز القضائي للولاية الشمالية في سبتمبر 1994م في إطار تنفيذ الحكم الولائي بالبلاد وتمتد حدوده الجغرافية في ذات حدود الولاية أي من حلفا شمالاً وحتى مرَوي جنوباً عدد المحاكم التابعة للجهاز القضائي للولاية الشمالية على النحو التالي:.
1- عدد محكمة استئناف واحد مقرها مدينة دنقلا.
2- عدد أربعة محاكم عامة في كل من دنقلا / مروي / القولد / أرقو.
3- عدد ستة عشرة محكمة جزئية في كل من دنقلا / القولد / الدبة / الغابة / دنقلا العجوز / التضامن / مروي / كورتي / كريمة/ السبر / أرقو / الحفير / كرمة / دلقو / عبري / وادي حلفا.
4- عدد ستة محاكم لجنايات البلدية.
5- عدد 38 محكمة مدنية وريف.
كما تتكون إدارة الجهاز القضائي من الإدارات المختلفة من تلك الشئون الإدارية / شئون العاملين / الإحصاء القضائي / النقل والترحيل / مساعد المجلس العام للأراضي/ محاكم المدن والأرياف.
ومساحة الولاية 348,765 كم2 وعاصمتها مدينة دنقلا. يقدر عدد سكان الولاية بحوالي 667 ألف نسمة (تقديرات عام 2008 م). يخترقها نهر النيل.
تتكون الولاية من سبع محليات، وادي حلفا، دلقو، البرقيق، دنقلة، القولد، الدبة، مروي، ويوجد بالولاية سد مروي أكبر السدود بالسودان. ومطار دنقلا ومطار مروي.
يسكنها منذ القدم قبائل المحس والسكوت والدناقلة والحلفاوين الناطقين باللغة النوبية القديمة وبعض القبائل الأخرى ذات الأصول العربية مثل البديرية والهواوير والطريفية والكبابيش والشايقية وهؤلاء من المجموعات الجعلية التي هاجرت حديثا واستقرت بالقرب أو بين النوبيين. تحتوي على عدة محليات ومدن أخرى مثل كرمة وحلفا القديمة وحلفا الجديدة، وعبري والقولد، الدبة، منصوركتي، كورتي، جلاس، نوري ومروي، وجزر مثل بدين وطمبس.

## مدن الولاية

### وادي حلفا
من المدن التاريخية التي يعود عهدها إلى الحضارة النوبية القديمة، كانت تعج بالآثار النوبية والمسيحية كانت يوماً ما المقر الرئيسي للبريطانيين أواخر القرن التاسع عشر الميلادي. قبل اتفاق الحكومتين السودانية والمصرية على إغراقها في 8 نوفمبر 1959 في تضحية نادرة قل ما عرف مثلها بين الأمم لتتمكن الحكومة المصرية من تشييد السد العالي، وتم نقل معبد بوهين ومعبدي سمنة شرق وغرب وكاتدرائية فرس منها إلى متحف السودان القومي بالخرطوم، كما تم تهجير سكانها النوبيين إلى منطقة حلفا الجديدة بالبطانة. وقد ترك هذا الحدث أثراً مؤلما على النوبيين على جانبي الوادي.

### عبري
تنطق بالنوبية إبري من المدن القديمة ومحاطة بالآثار التاريخية الهامة والمتنوعة بين الحضارة النوبية كمناطق (عدو) وصلب وصادنقا وغيرها والحضارة الإسلامية كمنطقة (سيدي عكاشة) وقبة الشيخ إدريس في كويكة. من أهم مدن الولاية مع حلفا ودنقلا ودلقو، وبها مجلس بلدي ومدارس ثانوية ومستشفى ومطار محلي وتعتبر حاضرة السكوت (أحد فروع النوبيين في السودان).

### كرمة
من المدن التي يعود تاريخها إلى العصر الحجري ويعتقد بعض الباحثين السويسرييين أنها من أول التجمعات البشرية في التاريخ، وكانت من أهم عواصم الممالك النوبية القديمة. افتتح بها متحف كرمة للحضارة النوبية في 19 يناير 2008. الجدير بالذكر أن البروفيسور شارلس بونيه السويسري الجنسية والمتخصص في التاريخ والحضارات القديمة والمقيم بالمنطقة منذ أربعين عاماً هو المشرف على المتحف.
مروي من المدن التاريخية التي يعود عهدها إلى الحضارة النوبية القديمة، ومحاطة بالآثار التاريخية الهامة والمتنوعة بين الحضارة ومن أهم المناطق الأثرية، جبل البركل ونوري والكرو.

### دنقلا
تسمى أيضا دنقلا العجوز من المدن التاريخية الهامة، وكانت عاصمة مملكة المقرة المسيحية وبها أيضا مسجد عبد الله بن أبي السرح أول المساجد في السودان المؤسس في عام 652 والموافق عام 31 هجري.

### عاصمة الولاية
اسمها دنقلا العرضي وتُسمى البندر أو بندر دنقلا وساكنيها هم سكان البندر وعند تقسيم السودان لمديريات في عهد حكومة جعفر النميري كانت هي عاصمة المديرية الشمالية، ثم عاصمة الإقليم الشمالي، ثم عاصمة الولاية الشمالية حسب التقسيم الإداري الحالي لجمهورية السودان، وهي مقر المفتش الإنجليزي المسئول عن المنطقة الشمالية من السودان في زمن الاستعمار الإنجليزي المصري للسودان، وتكتب هكذا- دنقلا الأوردي، بضم الهمزة وتسكين الواو والراء وكسر الدال.
يرتبط تاريخ مدينة دنقلا العرضي بتاريخ سكانها الأصليين الذين هم الفلاليح أو فلاليح دنقلا كما يسمون ويطلق عليهم فلانجي باللهجة المحلية، وهم عرب أصولهم ترجع إلى جنوب مصر هاجروا للمدينة منذ زمن لا يمكن تحديده بدقة وعمروها وطبعوها بنكهتهم وميزوها بثقافتهم وما زالوا يقطنوتها إلى اليوم، وهم سكان البندر، وينقسمون إلى عوائل وأسر متصاهرة ومترابطة.

### أخطار بيئية
تواجه الولاية عددا من الأخطار البيئية منها التصحر والجرف الصحراوي وتهدد محصولها الرئيس حرائق النخيل.

## وصلات خارجية
- خبار بلادي.. السودان.. ولاية الشمالية
- الحكومة السودانية - الولاية الشمالية
- اركمانى مجلة الاثار والانثربولجيا السودانية